# ピリュラー
ピリュラー（古希: Φιλύρā, Philyrā）は、ギリシア神話の女神、あるいは女性。
- ケイローンの母（以下に説明）。
- 一説にナウプリオスの妻[1]。

ピリュラー（Φιλύρā, Philyrā）は、ギリシア神話の女神である。「菩提樹」の意。オーケアノスの娘で、クロノスとの間にケンタウロスのケイローンと、ドロプスを生んだ。

## 概要
ゼウスが子供の頃、ピリュラーは黒海沿岸の島に住んでいたが、島でクロノスは馬の姿となり、ピリュラーと交わった。しかしレアーに発見され、クロノスは馬の姿となって逃げ、ピリュラーも島を去り、ペラスゴスの山中でケイローンを生んだ。
また一説に、クロノスは匿われているゼウスを探しているときに、トラーキアで馬の姿となり、ピリュラーと交わりケイローンをもうけた。しかし、ピリュラーは生まれた子の姿を見て悲しみ、ゼウスに願って菩提樹（ピリュラー）に変えてもらったという。